# Большеберцовый нерв
Большеберцовый нерв (лат. Nervus tibialis) — нерв крестцового сплетения. Является продолжением седалищного нерва. Образован волокнами LIV, LV, SI, SII, SIII нервов.

## Топография
Начинается у вершины подколенной ямки, следует почти отвесно к её дистальному углу, располагается в области ямки непосредственно под фасцией, между нею и подколенными сосудами.
Следуя между головками икроножной мышцы, ложится на заднюю поверхность подколенной мышцы и в сопровождении задних большеберцовых сосудов проходит под сухожильной дугой камбаловидной мышцы, будучи здесь прикрыт этой мышцей. Направляясь далее вниз под глубоким листком фасции голени между латеральным краем длинного сгибателя пальцев и медиальным краем длинного сгибателя большого пальца стопы, большеберцовый нерв достигает задней поверхности медиальной лодыжки, где располагается на середине расстояния между нею и пяточным сухожилием. Пройдя под удерживателем сгибателей, нерв делится на две свои концевые ветви: медиальный и латеральный подошвенные нервы.

## Ветви большеберцового нерва
Ветви большеберцового нерва:
1. Мышечные ветви направляются к головкам икроножной мышцы, к камбаловидной, подколенной и подошвенной мышцам. Ветви, подходящие к подколенной мышце, посылают ветви к капсуле коленного сустава и надкостнице большеберцовой кости.
2. Межкостный нерв голени (лат. Nervus interosseus cruris) — довольно длинный нерв, от которого до вхождения его в толщу межкостной перепонки направляются ветви к стенке большеберцовых сосудов, а после выхода из межкостной перепонки — к надкостнице костей голени, дистальному их соединению и к капсуле голеностопного сустава, к задней большеберцовой мышце, длинному сгибателю большого пальца стопы, длинному сгибателю пальцев.
3. Медиальный кожный нерв икры (лат. Nervus cutaneus surae medialis) отходит в области подколенной ямки от задней поверхности большеберцового нерва, следует под фасцией в сопровождении идущей медиальнее малой подкожной вены между головками икроножной мышцы. Достигнув середины голени, приблизительно на уровне начала пяточного сухожилия, иногда выше, прободает фасцию, после чего соединяется с малоберцовой соединительной ветвью от общего малоберцового нерва в один ствол — икроножный нерв (лат. n. suralis). Последний направляется вдоль латерального края пяточного сухожилия в сопровождении медиально от него расположенной малой подкожной вены и достигает заднего края латеральной лодыжки, где посылает в кожу этой области латеральные пяточные ветви (лат. rami calcanei laterales), а также ветви к капсуле голеностопного сустава.
Далее икроножный нерв огибает лодыжку и переходит на латеральную поверхность стопы в виде латерального тыльного кожного нерва (лат. nervus cutaneus dorsalis lateralis), который разветвляется в коже тыла и латерального края стопы и тыльной поверхности V пальца и отдаёт соединительную ветвь к промежуточному тыльному кожному нерву стопы.
4. Медиальные пяточные ветви (лат. Rami calcanei mediales) проникают через фасцию в области лодыжковой борозды, иногда в виде одного нерва, и разветвляется в коже пятки и медиального края подошвы.
5. Медиальный подошвенный нерв (лат. Nervus plantaris medialis) — одна из двух концевых ветвей большеберцового нерва. Начальные отделы нерва располагаются медиальнее задней большеберцовой артерии, в канале между поверхностным и глубоким листками удерживателя сгибателей. Пройдя канал, нерв направляется в сопровождении медиальной подошвенной артерии под отводящую мышцу большого пальца стопы. Следуя далее вперёд между этой мышцей и коротким сгибателем пальцев, он делится на две части — медиальную и латеральную.
Медиальный подошвенный нерв отдаёт несколько кожных ветвей к коже медиальной поверхности подошвы, а также мышечные ветви к мышце отводящей большой палец стопы, короткому сгибателю пальцев, короткому сгибателю большого пальца стопы. Нерв разделяется на общие подошвенные пальцевые нервы I, II, III (лат. nervi digitales plantares communes I, II, III). Последние идут в сопровождении плюсневых подошвенных артерий, посылают мышечные ветви к первой и второй (иногда и к третьей) червеобразным мышцам и на уровне дистального конца межкостных промежутков прободают подошвенный апоневроз. Отдав здесь тонкие ветви к коже подошвы, они разделяются на собственные подошвенные пальцевые нервы (лат. nervi digitales plantares proprii), разветвляющиеся в коже обращённых друг к другу пальцев стопы и переходит на тыльную поверхность их дистальных фаланг.
6. Латеральный подошвенный нерв (лат. Nervus plantaris lateralis) — вторая концевая ветвь большеберцового нерва, значительно тоньше медиального подошвенного нерва. Проходя на подошве в сопровождении латеральной подошвенной артерии между квадратной подошвенной мышцей и коротким сгибателем пальцев, располагается ближе к латеральному краю стопы между коротким сгибателем мизинца и мышцей, отводящей мизинец, где разделяется на свои концевые ветви — поверхностную и глубокую.
Ветви латерального подошвенного нерва:
Мышечные ветви иннервируют квадратную мышцу стопы, мышцу, отводящую мизинец
Поверхностная ветвь (лат. Ramus superficialis) отдав несколько ветвей к коже подошвы, разделяется на медиальную и латеральную ветви. Медиальная ветвь — общий подошвенный пальцевой нерв (лат. Nervus digitalis plantaris communis), который в сопровождении плюсневой подошвенной артерии проходит в четвёртом межкостном промежутке. Подойдя к плюснефаланговому сочленению и послав соединительную ветвь к медиальному подошвенному нерву, он делится на два собственных подошвенных пальцевых нерва (лат. nervi digitales plantares proprii). Последние разветвляются в коже обращённых одна к другой сторон IV и V пальцев и переходят на тыльную поверхность их ногтевых фаланг. Латеральная ветвь — собственный подошвенный нерв V пальца, разветвляется в коже подошвенной поверхности и латеральной стороны V пальца. Этот нерв нередко отдаёт мышечные ветви к межкостным мышцам четвёртого межплюсневого промежутка и к короткому сгибателю мизинца;
Глубокая ветвь (лат. Ramus profundus) в сопровождении подошвенной артерии дуги располагается между слоем межкостных мышц с одной стороны и длинным сгибателем пальцев и косой головкой приводящей мышцы большого пальца стопы — с другой. Она отдаёт мышечные ветви к этим мышцам и короткому сгибателю большого пальца стопы.
Кроме перечисленных нервов, поверхностная и глубокая ветви латерального подошвенного нерва посылают нервы к капсулам суставов плюсны и к надкостнице плюсневых костей и фаланг.